# مکنا کوگیل
مکنا کوگیل (انگلیسی: Makenna Cowgill؛ زادهٔ ۱۱ سپتامبر ۱۹۹۸) یک هنرپیشه اهل ایالات متحده آمریکا است.
از فیلم‌ها یا برنامه‌های تلویزیونی که وی در آن نقش داشته است می‌توان به بامبی دو اشاره کرد.